# Serguéi Baltacha
Serguéi Pávlovich Baltacha (Mariúpol, Unión Soviética, 17 de febrero de 1958) es un exfutbolista ucraniano, aunque desempeñó su carrera deportiva en la extinta Unión Soviética. Su hijo, también llamado Serguéi Baltacha, es igualmente futbolista profesional.

## Clubes
| Club             | País            | Año         | Partidos | Goles |
| FC Dinamo Kiev   | Unión Soviética | 1976 - 1988 | 245      | 6     |
| Ipswich Town     | Inglaterra      | 1988 - 1990 | 28       | 1     |
| St. Johnstone FC | Escocia         | 1990 - 1993 | 90       | 1     |
| Inverness FC     | Escocia         | 1993 - 1995 | 9        | 0     |

- Datos: Q552337
- Multimedia: Sergei Baltacha (footballer, born 1958) / Q552337